# 国民府
国民府（韩语：／）是一个朝鲜独立运动团体，成立于1929年4月1日，由正义府、新民府民政派和参议府残部等满洲流亡朝鲜人团体合并而成。该团体既是管理满洲朝鲜人社区的自治行政机构，也是负责指挥、训练和作战的军事机构。国民府的总部设在辽宁省兴京县。1929年，国民府建立朝鲜革命党和朝鲜革命军。1932年满洲国成立后，大日本帝国大规模镇压朝鲜独立运动，并加强对满洲朝鲜人的镇压，国民府几乎停止运作。1934年11月11日，国民府和朝鲜革命军整合为朝鲜革命军政府。